# Cornus peruviana
Cornus peruviana — вид квіткових рослин із родини деренових (Cornaceae).

## Морфологічна характеристика
Це дерево.

## Середовище проживання
Болівія, Колумбія, Коста-Рика, Еквадор, Перу, Венесуела.